# The Sting (film, 1992)
Série
Perfect Exchange
(1993)
Pour plus de détails, voir Fiche technique et Distribution.
The Sting (俠聖, Hap sing) est une comédie d'action hongkongaise réalisée par Nico Wong et sortie en 1992 à Hong Kong. Sa suite, Perfect Exchange, sort l'année suivante.
Elle totalise 6 660 687 HK$ au box-office.

## Synopsis
Simon Tam (Andy Lau) est un honnête détective privé qui doit travailler gratuitement pendant 3 ans et 8 mois sur l'ordre de son mentor superstitieux.
Lors de l'avant-dernier jour de cette période, son assistant Joe (Simon Lui (en)) accepte une affaire de vol d'argent ainsi qu'un acompte de 1 million HK$. Le lendemain, le mystérieux client meurt et Simon décide de demander l'argent à sa femme Yvonne (Rosamund Kwan). L’argent volé s’élève à dix milliards HK$ (soit dix milliards US$) aux triades.

## Fiche technique
- Titre original : 俠聖
- Titre international : The Sting
- Réalisation : Nico Wong
- Scénario : Johnny Lee et Lee Ying-kit
- Photographie : Louis Yuen et Lee San-yip
- Montage : Chan Kei-hop
- Musique : Lee Hon-kam et Marco Wan
- Production : 	Billy Chan
- Société de production : Wong's Film Company
- Société de distribution : Regal Films Distribution
- Pays d'origine :  Hong Kong
- Langue originale : cantonais
- Format : couleur
- Genre : comédie et action
- Durée : 92 minutes
- Dates de sortie :
  - Hong Kong: 19 novembre 1992

## Distribution
- Andy Lau : Simon Tam
- Rosamund Kwan : Yvonne
- Simon Lui (en) : Joe
- Bowie Lam : l'inspecteur Michael Lee
- Chin Ho
- Shing Fui-on
- Wai Kei-shun
- Lo Hung
- Pau Fong : le mentor de Simon
- Henry Fong
- Michael Dinga
- Mandy Chan : le tueur chauve
- Tsang Kan-wing : Tsang
- Hon Ping
- Leung Biu-ching
- Raymond Tsang
- Bill Lung : Biu
- Tse Wai-kit : un membre de la triade
- Chun Kwai-po : le moine
- Chow Kam-kong
- Chan Sek
- Ng Kwok-kin : un policier
- Jacky Cheung Chun-hung
- Wong Chi-keung
- Choi Kwok-keung : la mamie assassin
- So Wai-nam
- Lam Kwok-kit
- Leung Kei-hei : un voyou
- Lee Chuen-hau : un voyou
- Lui Siu-ming
- Huang Kai-sen